# Ulrich Meyer (Fußballspieler, 1937)
Ulrich „Ulli“ Meyer (* 4. August 1937 in Königsberg; † 29. Oktober 2022 in Kiel) war ein deutscher Fußballspieler.
Im Alter von 16 Jahren schloss sich der in der ostpreußischen Provinzhauptstadt geborene Meyer Holstein Kiel an und galt dort schon bald wegen seiner Ausdauer als „Mann mit der Pferdelunge“. Seinen größten sportlichen Erfolg feierte er am 24. Juni 1961, als er mit seiner Mannschaft durch einen Sieg über den Siegburger SV 04 vor 70.000 Zuschauern im Niedersachsenstadion die deutsche Amateurmeisterschaft errang und dabei den Treffer zum 5:1-Endstand beisteuerte. Meyer agierte im Finale als linker Außenläufer im damals bevorzugten WM-System und seine Mannschaftskollegen Rudolf Balsam, Peter Rautenberg, Horst Mund und Peter Lempfert rückten zur Saison 1961/62 in den Oberligakader der „Störche“ auf. Er selbst hatte in den Runden 1956/57 und 1957/58 jeweils ein Oberligaspiel für Kiel bestritten: Am 3. März 1957 bei einem 2:1-Heimerfolg gegen den Heider SV und am 15. September 1957 bei einem 4:3-Erfolg beim VfR Neumünster.
1976 und 1984 gewann er mit dem KSV zudem die inoffizielle deutsche Meisterschaft der Traditionsmannschaften und begleitete die Mannschaft auf Auslandsreisen nach Polen, Frankreich, Griechenland, in die USA und nach Sri Lanka. Auch in späteren Jahren hielt er Holstein Kiel die Treue und wurde 2007 Ehrenmitglied des Vereins.